# 女装神社
『女装神社』（じょそうじんじゃ）は、2019年3月30日にの〜すとらいくより発売されたアダルトゲームである。ヒロインが全員「男の娘」であることを特色とする女装山脈シリーズの6作目にあたる。また、女装神社シリーズの初作である。

## あらすじ
別結（ことむすび）神社の跡取りとして修業中の主人公「雅人」の周りには、何故か男の娘ばかりが集まってくる。このことを悩んで神様に救いを求めたところ、現れた神も、男の娘の女装神であった。そこから、神社を舞台に繰り広げられる、女装妊娠神話が誕生する。

## 登場人物

### 主人公
雅人（まさと）
別結神社の後継ぎとして修業中の男。
周りに男の娘しか集まることに悩み、神様に救いを求めたことで、永く封印されていた女装神を現世に顕現させた。

### ヒロイン
美代（みしろ）
声 - 橘美月
とても甲斐甲斐しく主人公に尽くす男の娘のお姉ちゃん。主人公に対する執着が強く、ヤンデレ化するほど愛が過剰である。
祭神の怒りを避けるため、この神社の巫女は、代々男の娘が仕える風習があり、それを受け継ぐ。
結（ゆい）
声 - 麻黒ほん
神社の岩室に封じられていた女装神。縁結びの神様としてすさまじい力をもち、それは男と男の娘を結ばせるほどのものである。そのため、世の乱れを心配した神々によって封印された。しかし、主人公の祈りをきっかけに現世に顕現した。

### サブキャラクター
緋和（ひのわ）
声 - スズナ
神社の境内に祀られている狛犬の化身。神々の、所謂使い走りで、力も大したことない、自称神様のポンコツである。
本来は結の監視役であったものの、神社の人手不足のために巫女のバイト状態である。

## スタッフ
- シナリオ - 西田一
- 原画 - あおぎりぺんた
- 彩色 - 白坂りお
- ローカライズ - Eroge Japan
- 制作 - の〜すとらいく